# 桑原将志
桑原 将志（くわはら まさゆき、1993年7月21日 - ）は、大阪府和泉市出身のプロ野球選手（外野手）。右投右打。横浜DeNAベイスターズ所属。いずみの国和泉市PR大使。

## 経歴

### プロ入り前
和泉市立郷荘中学校時代に、和泉ボーイズで「1番・遊撃手」としてプレー。福知山成美高等学校への進学後は、1年春から三塁手のレギュラーに定着した。しかし、夏の選手権京都大会の開幕前に、同級生の部員が暴力事件を起こしたことが発覚し、事件に関与していなかった桑原を含めて1年生部員全員が対外試合出場停止処分を受け、チームも京都大会の決勝で龍谷大付属平安高校に敗れた。1年時の秋に処分が解除されると、「3番・遊撃手」としてレギュラーに復帰し、チームを近畿大会の準々決勝進出へ導いた。ところが、1年時の冬に他の部員の不祥事が発覚し、チームは翌夏の選手権大会を含む6か月の対外試合禁止処分を受けた。2年時の秋に処分が解除されて主将へ就任し、チームは京都府大会の準決勝へ進出した。3年夏の選手権京都大会では、準決勝で龍谷大付属平安高校に敗れたが、桑原自身は通算5試合で16打数6安打5打点という好成績を残した。1学年先輩に島本浩也がいる。
2011年10月27日に行われたドラフト会議で、横浜ベイスターズから内野手として4位指名を受け、契約金3500万円、年俸540万円（金額は推定）という条件で入団した。背番号は37。

### DeNA時代

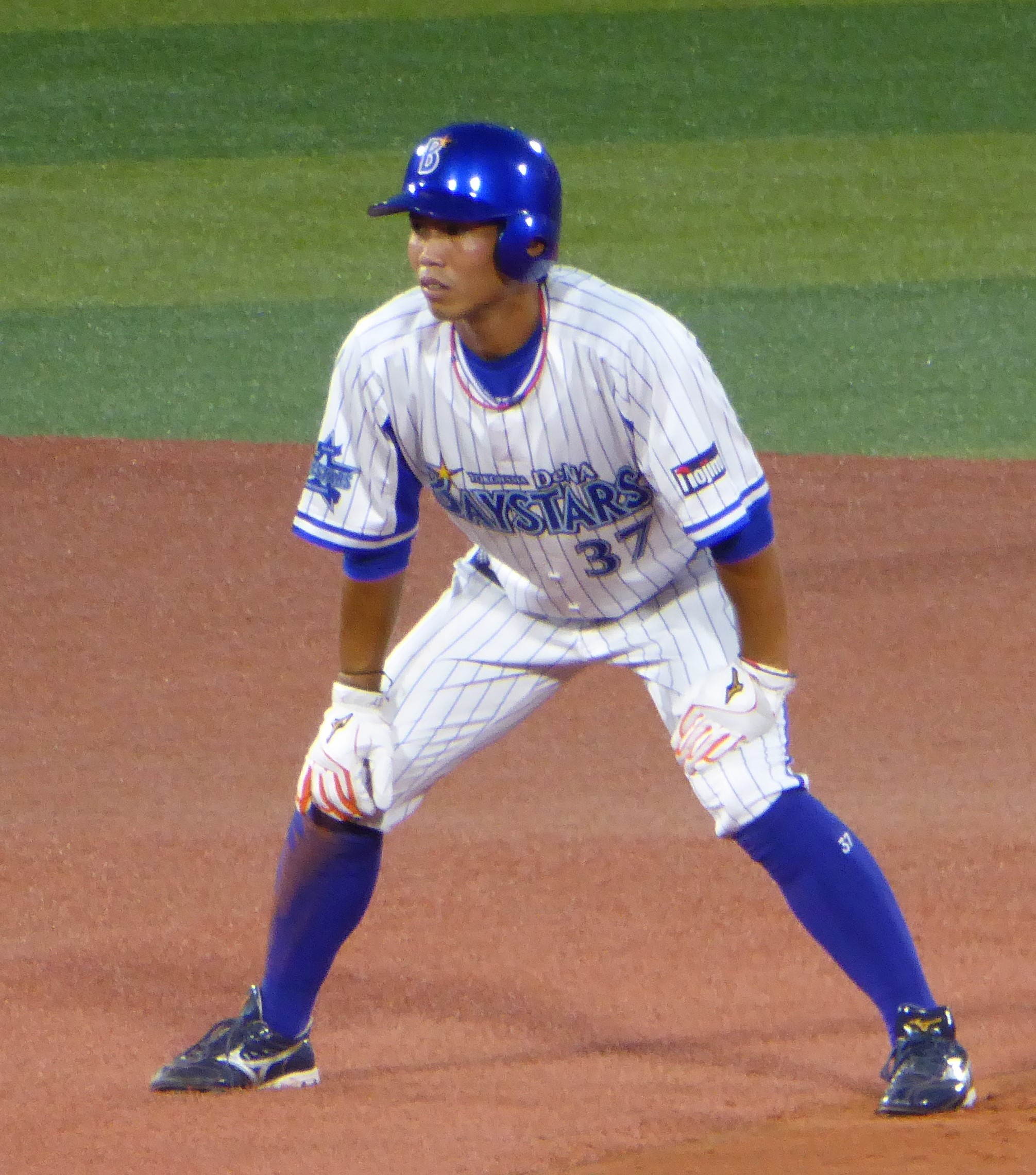
2017年7月21日横浜スタジアムにて

2012年は、7月19日のフレッシュオールスター（HARD OFF新潟エコスタジアム）にイースタン・リーグ選抜チームの「8番・中堅手」として3打数2安打を記録。一軍公式戦でも、10月1日の対中日ドラゴンズ戦（横浜スタジアム）7回表から二塁手として初出場し、8回裏に迎えた初打席で山井大介から初安打を記録した。二軍では公式戦89試合へ出場し、リーグの規定打席へ到達。打率こそリーグ23位の.255であったが、チームトップ（リーグ10位）の13盗塁、2本塁打、18打点を記録した。
2013年は、主に二塁手や外野手としてイースタン・リーグ公式戦90試合に出場。前年に続いて規定打席へ到達し、打率.270、4本塁打、27打点、9盗塁を記録した。一軍公式戦には5試合に出場したが、6打数ノーヒットでシーズンを終えた。この当時、送球イップスがあり打撃にも影響が出ていたため二軍監督だった山下大輔から外野手転向を提案される。
2014年は、ポジション登録を外野手に変更。6月21日、イースタン・リーグの千葉ロッテマリーンズ戦でサイクル安打を達成すると、6月下旬から一軍公式戦53試合に出場し、打率.257、1本塁打、13打点、4盗塁という成績を残した。特に対読売ジャイアンツ戦での活躍はめざましく、8月5日、30日にサヨナラ安打を打ったほか、9月28日に一軍公式戦での初本塁打を澤村拓一からのソロ本塁打で記録した。
2015年は、3月27日に行われた巨人との開幕戦に「2番・中堅手」として自身初めて開幕スタメンに起用された。最終成績は、一軍公式戦60試合の出場で打率.184、1本塁打、5打点、1盗塁だった。シーズン終盤からフェニックスリーグに参加したが、10月21日の対中日戦での打席で左手首に死球を受け、左手尺骨の茎状突起を骨折。その影響で、秋季キャンプへの参加を見送った。
2016年は、レギュラーシーズンの中盤から、中堅手として一軍公式戦のスタメンに起用される機会が増加。当初は左打者の乙坂智と併用されていたが、6月20日の対北海道日本ハムファイターズ戦（横浜スタジアム）以降は、「1番・中堅手」としてレギュラーに定着した。シーズン中には2度にわたって、初回先頭打者本塁打を記録。阪神甲子園球場で阪神タイガースのランディ・メッセンジャーからシーズン2本目を放った9月15日には、オリックス・バファローズの糸井嘉男も札幌ドームの対日本ハム戦で初回先頭打者本塁打を放っており、NPB公式戦史上初となる「同じ日に複数の試合で初球先頭打者本塁打」を記録した。レギュラーシーズンでは、一軍公式戦133試合に出場し、セントラル・リーグの規定打席へ初めて到達。自身初の2桁本塁打（11本）、リーグ14位の打率.284、49打点、19盗塁、チームトップ（リーグ3位）の14死球を記録し、シーズン終了後には、前年から3倍以上の年俸（推定4000万円）で契約を更改した。
2017年は、6月17日の対オリックス戦（横浜）で一軍公式戦初の1試合2本塁打を記録し、7月には、セ・リーグ月間1位の打率.389および出塁率.439、6本塁打、14打点、複数安打13回、猛打賞5回を記録。同リーグ打者部門の月間MVPにも初めて選ばれた。レギュラーシーズンの一軍公式戦全143試合に「1番・中堅手」として出場し、前年を上回る13本塁打を放ちチームの2年連続クライマックスシリーズ（CS）進出へ大きく貢献した。ポストシーズンでも、CS8試合と日本シリーズ6試合を通じて、「1番・中堅手」として先発出場した。しかし、福岡ソフトバンクホークスとの日本シリーズでは、10月28日の第1戦（福岡ヤフオク!ドーム）第1打席から31日の第3戦（横浜）最終打席まで14打席ノーヒットと振るわず、チームも3連敗を喫した。11月1日の第4戦（横浜）第1打席でシリーズ初安打を打ったが、シリーズの通算打率は.154（26打数4安打）で、10三振や2つの盗塁刺を喫するなど精彩を欠いた。日本シリーズの終了後には、セ・リーグの外野手としてゴールデングラブ賞に初めて選出。11月17日には、翌2018年からDeNAでの背番号を1に変更することが球団から発表。契約交渉では、推定年俸8500万円（前年から4000万円増）という条件で契約を更改した。
2018年は、前年に続いて、「1番・中堅手」として一軍公式戦の開幕を迎えたが、打撃不振が続き、この年に入団した神里和毅がオープン戦から好調で外野陣の一角に定着。ヤクルトとの開幕カード第3戦（4月1日・横浜）から2番打者に回ると、開幕5試合目の4月5日の対阪神戦（甲子園）ではおよそ2年ぶりにスタメンから外れた。以降も神里や梶谷と併用されたが、打撃が復調した7月からは「1番・中堅手」のレギュラーに返り咲いた。同月20日の対阪神戦（横浜）では、1回裏の先頭打者本塁打を打つと、単打（適時打）→三塁打→四球→二塁打を記録し、全打席出塁とNPB一軍公式戦史上67人目（72度目）のサイクル安打を達成。しかし、8月以降は再び打撃不振に見舞われた。レギュラーシーズンでは、一軍公式戦127試合の出場で打率.261を記録。盗塁数（17）は前年（10）を上回ったものの、3年連続の2桁本塁打達成にあと一歩届かず（9本塁打）、打点（26）は前年（52）から半減し、規定打席にも届かなかった。シーズンの終了後には、推定年俸8400万円（前年から100万円減）という条件で契約を更改した。
2019年は、レギュラーシーズンの開幕から一軍に帯同したが、神里が中堅、内野手登録のネフタリ・ソトが右翼でスタメンに起用されることが多く、4月下旬に二軍へ降格した。5月上旬に一軍へ復帰してからも、代打、代走、守備固めでの起用が中心で、スタメン起用の機会は神里やソトがコンディション不良や休養などでスタメンを外れる場合に限られた。同年は一軍公式戦72試合の出場に終わり、打率.186・2本塁打・7打点・2盗塁と軒並み前年を下回った。チームはレギュラーシーズン2位で2年ぶりのCS進出を果たしたが、阪神とのCSファーストステージ（横浜）では全3試合に出場しながら1打席に立ったのみだった。シーズン終了後の契約交渉では、前年から1900万円減（NPBにおける年俸減額の上限）となる、推定年俸6500万円という条件で契約を更改した。
2020年は、キャンプは二軍スタートも、練習試合から一軍に合流し、開幕も一軍で迎えた。主に代打で出場したが極度の打撃不振で9月上旬に二軍へ降格。その後は二軍でシーズンを過ごし、前年を更に下回る34試合の出場に終わった。シーズンオフには1600万円減の4900万円で契約を更改した。
2021年は、梶谷隆幸がFAで巨人に移籍したことで再び中堅手のレギュラーとして定着、4年ぶりに規定打席に到達し、一時は首位打者に立つなど好調をキープ。9月14日の巨人戦で4年ぶりの2桁本塁打に到達し、10月22日の中日戦では同年3本目で球団3位タイとなる通算10本目の先頭打者本塁打を放ち、初球での先頭打者本塁打は通算4本目で球団最多タイとなった。最終的にキャリアハイとなる打率.310、14本塁打を記録した。シーズン終了後に5600万円増の推定年俸1億500万円で契約を更改し、新たに年俸変動制の4年契約を結んだ。
2022年も「1番・中堅手」として開幕から出場を続けていたが、阪神との3連戦のため甲子園遠征中だった4月7日にチーム内で新型コロナウイルスの感染が広がり、桑原は濃厚接触者だったため自主隔離となり登録抹消される。その後、4月10日に桑原も陽性判定を受ける。療養を経て4月26日に一軍登録されるが、開幕から打撃の調子が上がらず打率も1割台に落ち込み、5月4日からスタメンを外れる。その後夏場に好調振りを発揮し、8月24日の阪神戦では決勝満塁本塁打を放ったものの1番から外されることも多く、最終的な打撃成績は打率.257 4本塁打と前年から大きく落とした。それでも得意の守備では幾度となくチームを救い守備率10割を達成。チームの2位浮上に貢献した。
2023年は、開幕から「5番・中堅手」としての出場が続き、4月は得点圏で奮わなかったものの、5月は得点圏でも結果を残すようになった。5月18日の広島東洋カープ戦（横浜）では2014年以来となる1試合5安打を放ち、一時は打率3割も超えていたが、6月14日に「左ふくらはぎの肉離れ」で登録を抹消された。その後6月25日に一軍へ復帰し、7月1日の中日ドラゴンズ戦（横浜）では走塁中に右のふくらはぎを負傷し途中交代となる も、シーズン終了まで一軍に帯同し続けた。8月29日の阪神タイガース戦（甲子園）で通算1000試合出場を達成するも、打率が降下していき、規定打席には到達するも終盤はスタメンを譲る機会が増えた。打率.252、7本塁打、35打点の成績で終え、3盗塁に対し8盗塁死と走塁面で苦しんだ。一方、守備では6年ぶり2回目となるゴールデングラブ賞を受賞。東克樹、宮﨑敏郎も受賞し、球団では25年ぶりとなる3選手の選出となった。
2024年は、開幕前から腰の張りで3週間の離脱があり、一軍外野陣に若手の度会隆輝や梶原昂希らが加わった影響で、開幕からスタメン起用が減っていた。シーズンも半ばになると調子を上げて行き、6月27日の巨人戦では、1点を追う3回に先発の井上温大からシーズン第1号となる同点本塁打を放ちチームは逆転勝利を収めた。9月11日の阪神戦では、同点で迎えた8回にハビー・ゲラから勝ち越しの本塁打を放ち、勝利に導くなど、9月は打率.385で存在感を発揮し、クライマックスシリーズ進出に貢献。クライマックスシリーズでは主に6番打者として全試合先発出場。日本シリーズでは全試合に「1番・中堅手」として出場し、2連敗で迎えた第3戦では同点で迎えた5回に大津亮介から勝ち越し本塁打を放ち、守備でも安打性の打球をダイビングキャッチするなど先発の東克樹を救い、そこからチームは連勝していく。全試合安打を記録し打率.444、1本塁打、9打点の活躍で球団26年ぶりの日本一に貢献。日本シリーズ新記録となる5戦連続打点と、長嶋茂雄（1966年）、ランディ・バース（1985年）と並ぶ歴代タイ記録のシリーズ6試合9打点を記録し、シリーズMVPを受賞した。
2025年は、シーズン開幕前のオープン戦最終試合に先発出場した際、埼玉西武ライオンズの先発・髙橋光成の直球が手首付近に直撃し、負傷交代した。同日中に右手親指骨折の診断を受け、開幕戦出場は絶望的となった。

## 代表経歴
2017年、東京ドームで開かれた第1回アジア プロ野球チャンピオンシップでは、日本代表の中堅手として代表チームの優勝に貢献した。
2024年、11月9日から開幕したWBSCプレミア12では2017年のアジア プロ野球チャンピオンシップ以来7年ぶりに日本代表メンバーに選出された。主に「1番・左翼手」として出場した。

## 選手としての特徴

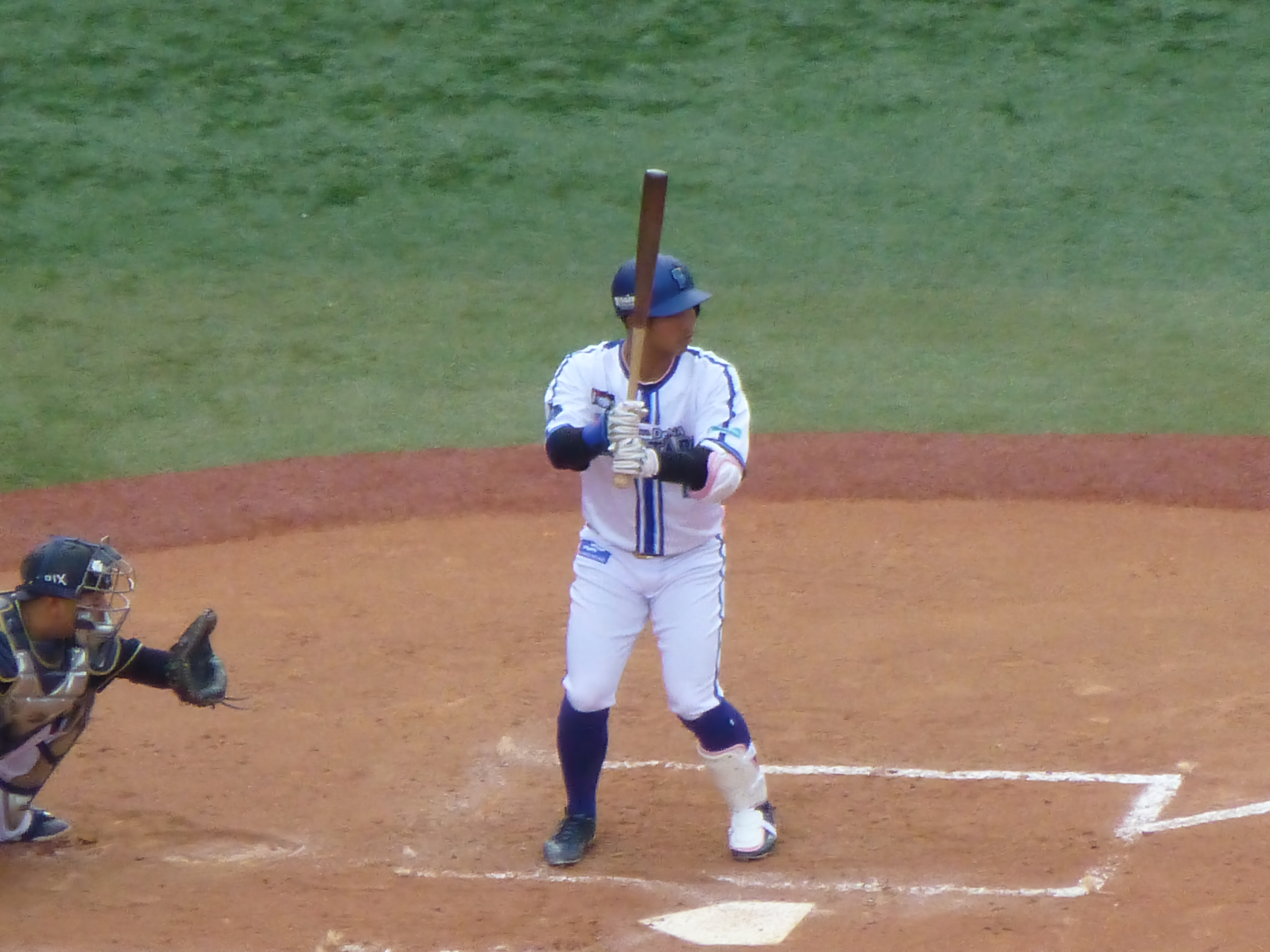
桑原の打撃フォーム

パンチ力を秘めた打撃と50m5秒8の果敢な走塁、俊足と遠投100mの身体能力を活かした守備が魅力の3拍子揃った外野手。
外野手としてのダイビングキャッチの技術はNPBでも1、2を争う上手さを誇り、毎年何度もチームを窮地から救っている。ごく稀に後逸してしまうことがあるが、それでも監督の三浦大輔からの絶大な信頼は失われてはおらず、「桑原で取れないなら、仕方がない」と納得させてしまうほどの守備力を誇る。思い切って前にダイビングする身のこなしは、内野手を経験した外野手だからこそ出来るプレーだと藤田一也や大和から称賛されている。しかし、このダイビングキャッチの影響で、生活には支障ないレベルながら首の張りがとれないことがあり、チームドクターから頸椎が機能していないと診断されている。それでも桑原は「けがしたら本望。怖がってプレーしてるぐらいやったら、ユニフォーム着てる資格ない」とダイビングキャッチを続けている。2017年、2023年にはゴールデングラブを受賞した。
7月に先述のサイクル安打達成や自身初の月間MVPを受賞するなど、毎年夏場に調子を上げることが多く、ファンからは「夏男」と呼ばれている。2024年シーズンは9月から打撃が好調だったため、ヒーローインタビューで「残暑男」を名乗った。

## 人物
愛称は「クワ」。
人望が厚くチームリーダーの素質があり、面識のない他球団の外国人選手をも笑わせてしまうほどの明るさも買われている。初のサヨナラヒットを放った時のお立ち台でコマネチのポーズをしたり、ファン感謝祭の若手選手がそれぞれのおしゃれコーディネートをファンに披露する「オシャレ総選挙ハマ☆コレ」というコーナーでは、小島よしおやとにかく明るい安村のモノマネをするなど、パフォーマンスでもファンを盛り上げている。2024年5月31日〜6月2日、初めてDeNAの交流戦が北海道日本ハムファイターズの本拠地・エスコンフィールドHOKKAIDOで行われた際には、連日にわたってベンチ内で白目を剥きながら誇張しすぎたきつねダンスを披露し、パ・リーグTVで取り上げられたり、日本ハム監督の新庄剛志にInstagramのストーリーズで「桑原君いいね〜最高」と反応されたりするなど、話題を呼んだ。このきつねダンスは2024年の珍プレー好プレー大賞に選出されたほか、この年初めて開催されたパテレアワードでチャンネル登録大賞を受賞した（セ・リーグ選手唯一の受賞者）。なお、入団時には自らを「地味なタイプの選手」と考えていた。
本塁打を打った際には佐野恵太や牧秀悟ら同様、YouTuberコンビ・サワヤンのポーズを真似たパフォーマンス「デスターシャ」を披露するが、2選手に比べて本塁打を記録する場面は少ない。
DeNA入団後の2015年に骨折した左目鼻筋の近辺には、骨折の直後までホクロがあった。しかし、当時のチームメイトだった林昌範の勧めで、シーズン終了後に気分転換を兼ねてホクロの切除手術を受けた。
DeNA入団5年目の2016年に大きく飛躍した要因として、精神面が安定したことを挙げている。桑原によれば、当時のチームメイトで高校の先輩でもある柳田殖生のサポートによって、それまで激しかった好不調の波が改善されたという。
2022年12月に一般女性と結婚したことを発表した。

## 詳細情報

### 年度別打撃成績
| 年 度      | 球 団      | 試 合 | 打 席 | 打 数 | 得 点 | 安 打 | 二 塁 打 | 三 塁 打 | 本 塁 打 | 塁 打 | 打 点 | 盗 塁 | 盗 塁 死 | 犠 打 | 犠 飛 | 四 球 | 敬 遠 | 死 球 | 三 振 | 併 殺 打 | 打 率 | 出 塁 率 | 長 打 率 | O P S |
| ---------- | ---------- | ----- | ----- | ----- | ----- | ----- | -------- | -------- | -------- | ----- | ----- | ----- | -------- | ----- | ----- | ----- | ----- | ----- | ----- | -------- | ----- | -------- | -------- | ----- |
| 2012       | DeNA       | 3     | 3     | 3     | 0     | 1     | 0        | 0        | 0        | 1     | 0     | 0     | 0        | 0     | 0     | 0     | 0     | 0     | 1     | 0        | .333  | .333     | .333     | .667  |
| 2013       | DeNA       | 5     | 6     | 6     | 0     | 0     | 0        | 0        | 0        | 0     | 0     | 0     | 0        | 0     | 0     | 0     | 0     | 0     | 3     | 0        | .000  | .000     | .000     | .000  |
| 2014       | DeNA       | 53    | 169   | 144   | 15    | 37    | 7        | 2        | 1        | 51    | 13    | 4     | 1        | 8     | 0     | 15    | 0     | 2     | 32    | 5        | .257  | .335     | .354     | .690  |
| 2015       | DeNA       | 60    | 116   | 103   | 14    | 19    | 4        | 1        | 1        | 28    | 5     | 1     | 1        | 8     | 0     | 5     | 0     | 0     | 26    | 1        | .184  | .222     | .272     | .494  |
| 2016       | DeNA       | 133   | 522   | 462   | 80    | 131   | 23       | 2        | 11       | 191   | 49    | 19    | 11       | 8     | 0     | 38    | 0     | 14    | 93    | 5        | .284  | .356     | .413     | .769  |
| 2017       | DeNA       | 143   | 664   | 598   | 87    | 161   | 38       | 5        | 13       | 248   | 52    | 10    | 11       | 10    | 0     | 45    | 0     | 11    | 116   | 8        | .269  | .332     | .415     | .747  |
| 2018       | DeNA       | 127   | 421   | 379   | 57    | 99    | 24       | 5        | 9        | 160   | 26    | 17    | 3        | 7     | 0     | 32    | 1     | 3     | 71    | 3        | .261  | .324     | .422     | .746  |
| 2019       | DeNA       | 72    | 115   | 102   | 14    | 19    | 3        | 1        | 2        | 30    | 7     | 2     | 0        | 3     | 0     | 9     | 0     | 1     | 26    | 0        | .186  | .259     | .294     | .553  |
| 2020       | DeNA       | 34    | 42    | 36    | 8     | 5     | 0        | 0        | 1        | 8     | 2     | 0     | 0        | 1     | 1     | 3     | 0     | 1     | 11    | 2        | .139  | .220     | .222     | .442  |
| 2021       | DeNA       | 135   | 571   | 519   | 84    | 161   | 39       | 2        | 14       | 246   | 43    | 12    | 7        | 4     | 0     | 44    | 0     | 4     | 75    | 12       | .310  | .369     | .474     | .843  |
| 2022       | DeNA       | 130   | 529   | 475   | 61    | 122   | 32       | 1        | 4        | 168   | 39    | 13    | 8        | 7     | 1     | 42    | 0     | 4     | 89    | 3        | .257  | .322     | .354     | .676  |
| 2023       | DeNA       | 132   | 479   | 429   | 48    | 108   | 23       | 4        | 7        | 160   | 35    | 3     | 8        | 11    | 6     | 23    | 0     | 10    | 54    | 11       | .252  | .301     | .373     | .674  |
| 2024       | DeNA       | 106   | 321   | 285   | 35    | 77    | 12       | 0        | 5        | 104   | 24    | 8     | 0        | 9     | 4     | 19    | 0     | 4     | 42    | 6        | .270  | .321     | .365     | .685  |
| 通算：13年 | 通算：13年 | 1133  | 3958  | 3541  | 503   | 940   | 205      | 23       | 68       | 1395  | 295   | 89    | 50       | 76    | 12    | 275   | 1     | 54    | 639   | 56       | .265  | .327     | .394     | .721  |

- 2024年度シーズン終了時
- 各年度の太字はリーグ最高

### 年度別打撃成績所属リーグ内順位
| 年 度 | 年 齢 | リ ｜ グ   | 打 率 | 安 打 | 二 塁 打 | 三 塁 打 | 本 塁 打 | 打 点 | 盗 塁 | 出 塁 率 |
| ----- | ----- | ---------- | ----- | ----- | -------- | -------- | -------- | ----- | ----- | -------- |
| 2012  | 19    | セ・リーグ | -     | -     | -        | -        | -        | -     | -     | -        |
| 2013  | 20    | セ・リーグ | -     | -     | -        | -        | -        | -     | -     | -        |
| 2014  | 21    | セ・リーグ | -     | -     | -        | 10位     | -        | -     | -     | -        |
| 2015  | 22    | セ・リーグ | -     | -     | -        | -        | -        | -     | -     | -        |
| 2016  | 23    | セ・リーグ | -     | -     | -        | -        | -        | -     | 6位   | -        |
| 2017  | 24    | セ・リーグ | -     | 5位   | 3位      | 2位      | -        | -     | 7位   | -        |
| 2018  | 25    | セ・リーグ | -     | -     | -        | 5位      | -        | -     | 7位   | -        |
| 2019  | 26    | セ・リーグ | -     | -     | -        | -        | -        | -     | -     | -        |
| 2020  | 27    | セ・リーグ | -     | -     | -        | -        | -        | -     | -     | -        |
| 2021  | 28    | セ・リーグ | 5位   | 3位   | 1位      | -        | -        | -     | 7位   | 6位      |
| 2022  | 29    | セ・リーグ | -     | -     | 3位      | -        | -        | -     | 7位   | -        |
| 2023  | 30    | セ・リーグ | -     | -     | -        | 7位      | -        | -     | -     | -        |
| 2024  | 31    | セ・リーグ | -     | -     | -        | -        | -        | -     | -     | -        |

- 太字年度は規定打席到達年度
- - は10位未満（打率、出塁率は規定打席未到達の場合も-と表記）

### 年度別守備成績
| 年 度 | 球 団 | 二塁  | 二塁  | 二塁  | 二塁  | 二塁  | 二塁     | 外野  | 外野  | 外野  | 外野  | 外野  | 外野     |
| 年 度 | 球 団 | 試 合 | 刺 殺 | 補 殺 | 失 策 | 併 殺 | 守 備 率 | 試 合 | 刺 殺 | 補 殺 | 失 策 | 併 殺 | 守 備 率 |
| ----- | ----- | ----- | ----- | ----- | ----- | ----- | -------- | ----- | ----- | ----- | ----- | ----- | -------- |
| 2012  | DeNA  | 2     | 1     | 0     | 0     | 0     | 1.000    | 1     | 0     | 0     | 0     | 0     | .000     |
| 2013  | DeNA  | -     | -     | -     | -     | -     | -        | 2     | 4     | 0     | 0     | 0     | 1.000    |
| 2014  | DeNA  | 2     | 3     | 6     | 1     | 2     | .900     | 47    | 77    | 1     | 4     | 0     | .951     |
| 2015  | DeNA  | -     | -     | -     | -     | -     | -        | 48    | 60    | 1     | 1     | 1     | .984     |
| 2016  | DeNA  | -     | -     | -     | -     | -     | -        | 129   | 233   | 3     | 4     | 1     | .983     |
| 2017  | DeNA  | -     | -     | -     | -     | -     | -        | 143   | 294   | 4     | 3     | 2     | .990     |
| 2018  | DeNA  | -     | -     | -     | -     | -     | -        | 113   | 204   | 4     | 1     | 2     | .995     |
| 2019  | DeNA  | -     | -     | -     | -     | -     | -        | 57    | 47    | 1     | 1     | 0     | .980     |
| 2020  | DeNA  | -     | -     | -     | -     | -     | -        | 24    | 16    | 0     | 0     | 0     | 1.000    |
| 2021  | DeNA  | -     | -     | -     | -     | -     | -        | 128   | 243   | 2     | 3     | 0     | .988     |
| 2022  | DeNA  | -     | -     | -     | -     | -     | -        | 129   | 287   | 2     | 0     | 0     | 1.000    |
| 2023  | DeNA  | -     | -     | -     | -     | -     | -        | 122   | 265   | 7     | 3     | 1     | .989     |
| 2024  | DeNA  | -     | -     | -     | -     | -     | -        | 98    | 173   | 1     | 2     | 1     | .989     |
| 通算  | 通算  | 4     | 4     | 6     | 1     | 2     | .909     | 1041  | 1903  | 26    | 22    | 8     | .989     |

- 2024年度シーズン終了時
- 各年度の太字はリーグ最高
- 太字年はゴールデングラブ賞受賞年

### 表彰
- ゴールデングラブ賞：2回（外野手部門：2017年、2023年）
- 月間MVP：1回（打者部門：2017年7月）
- 日本シリーズMVP：1回（2024年）
- イースタン・リーグ 優秀選手賞（2014年[6]）
- イースタン・リーグ 特別表彰（2014年）※サイクル安打達成により[6]
- パテレアワード チャンネル登録大賞（2024年[78]）

### 記録
初記録
- 初出場：2012年10月1日、対中日ドラゴンズ24回戦（横浜スタジアム）、7回表に二塁手で出場
- 初打席・初安打：同上、8回裏に山井大介から右前安打
- 初先発出場：2013年4月24日、対読売ジャイアンツ4回戦（京セラドーム大阪）、「7番・中堅手」で先発出場
- 初打点：2014年7月11日、対東京ヤクルトスワローズ9回戦（明治神宮球場）、1回表に八木亮祐から中前適時打
- 初盗塁：同上、1回表に二盗（投手：八木亮祐、捕手：中村悠平）
- 初本塁打：2014年9月28日、対読売ジャイアンツ22回戦（横浜スタジアム）、6回裏に澤村拓一から左越ソロ

節目の記録
- 1000試合出場：2023年8月29日、対阪神タイガース21回戦（阪神甲子園球場）、「1番・中堅手」で先発出場 ※史上524人目[84]
- 1000安打：2025年8月1日、対読売ジャイアンツ14回戦（東京ドーム）、1回表に山崎伊織から右前安打※史上325人目[85]

その他の記録
- 同日開催の試合で2人の選手が1回表に先頭打者初球本塁打：2016年9月15日、桑原が対阪神タイガース23回戦（阪神甲子園球場）、糸井嘉男（オリックス・バファローズ）が対北海道日本ハムファイターズ24回戦（札幌ドーム）で記録 ※NPB史上初
- サイクル安打：2018年7月20日、対阪神タイガース12回戦（横浜スタジアム）※史上67人目72度目

### 背番号
- 37（2012年 - 2017年）
- 1（2018年 - ）
- 10（2024年プレミア12）

### 代表歴
- 2017 アジア プロ野球チャンピオンシップ 日本代表
- 2024 WBSCプレミア12 日本代表